# Gordon W. Lloyd
Gordon W. Lloyd (1832-1905) fue un arquitecto de origen inglés, cuyo trabajo se realizó principalmente en el Medio Oeste de los Estados Unidos. 

## Carrera
Después de recibir clases de su tío, Ewan Christian, en la Royal Academy, Lloyd se mudó a Estados Unidos en 1858. Allí se estableció como un arquitecto popular de iglesias y catedrales episcopales en el Medio Oeste, principalmente en los estados de Míchigan, Ohio y Pensilvania. 
Además de las iglesias, Lloyd diseñó varias obras seculares, como edificios comerciales, residencias y un manicomio. Aunque su oficina estaba en Detroit, Lloyd vivía al otro lado del río en Windsor (Ontario, Canadá), donde también realizó un buen número de obras.

## Trabajos principales

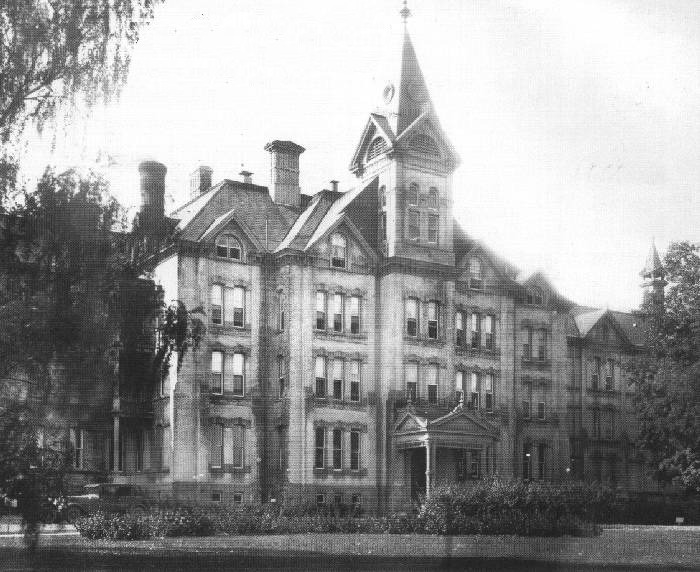
"Building 50", el antiguo Northern Michigan Asylum.

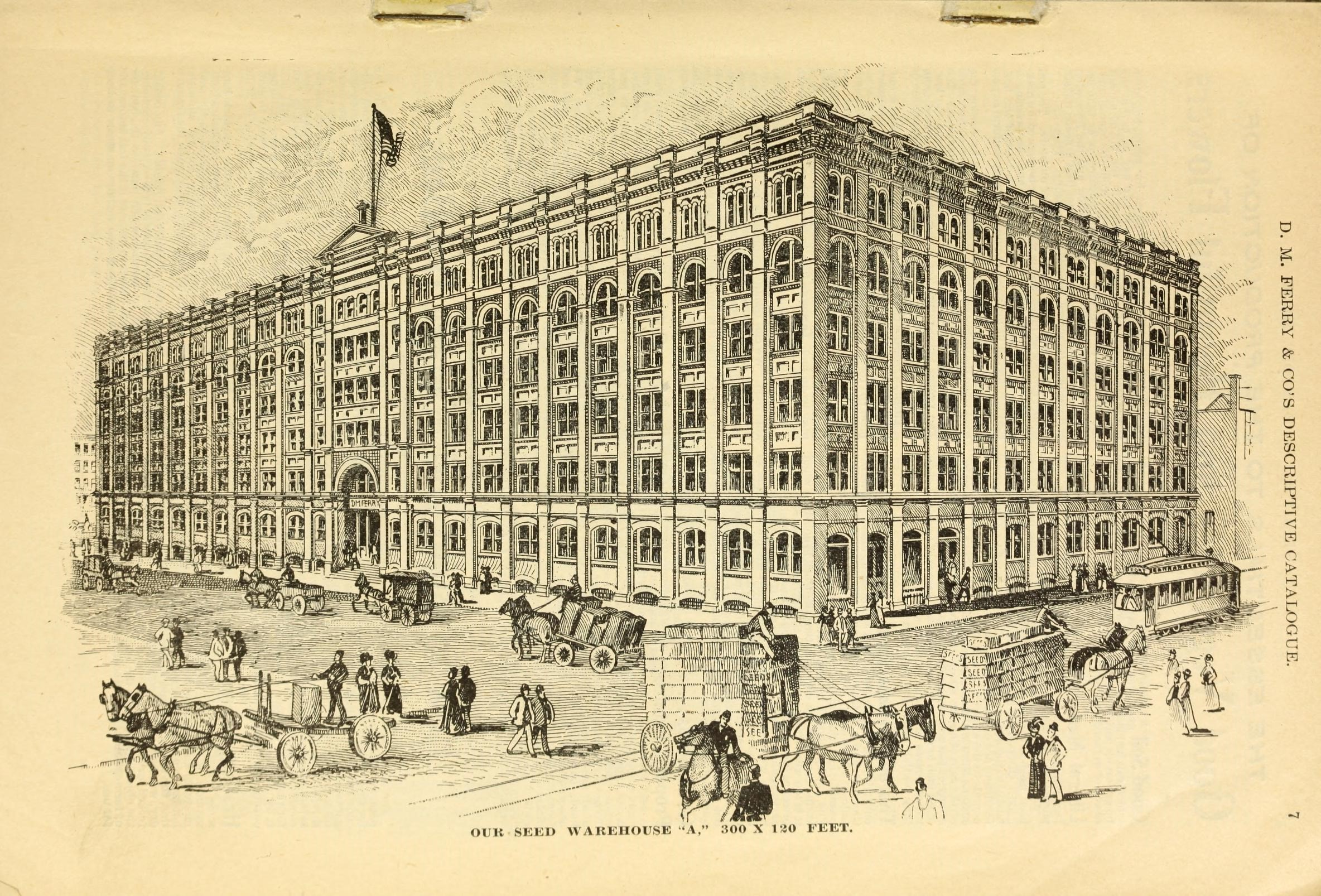
Almacén D.M. Fery, 1887.

Todos los  edificios están localizados en Detroit, a no ser que se indique otra cosa.
Aquellos marcado NRHP está listado en el Registro Nacional de Sitios Históricos.
- Christ Church Detroit, 1863, NRHP
- Iglesia Metodista Unida Central, 1866, NRHP
- Cathedral of St. Paul, 1866
- St. James Episcopal Church, Milwaukee, Wisconsin, 1867, NRHP
- Thomas A. Parker House, 1868, NRHP
- Trinity Episcopal Church, Columbus, Ohio, 1869, NRHP
- Chapter House for Trinity Anglican Church, London, Ontario, Canadá, 1872-1873
- Church of the Holy Spirit, Kenyon College, Gambier, Ohio, 1871
- Saint Mary of Good Counsel Catholic Church, Adrian, Míchigan, 1871, NRHP
- Brownella Cottage and Grace Episcopal Church and Rectory, Galion, Ohio, 1875, NRHP
- Newberry Building, later named Equity Building, 1879
- Parker Block, 1883
- St. Luke's Episcopal Church, Kalamazoo, 1885
- Bishop Worthington Residence, Omaha, Nebraska, 1885
- "Building 50", (formerly Northern Michigan Asylum), Traverse City, Míchigan, 1885, NRHP
- D.M. Ferry and Company Warehouse, 1887
- Dowling Hall, University of Detroit, 1887
- Wright-Kay Building, 1891
- David Whitney House, 1894, NRHP
- Brown Brothers Tobacco Company building, 1887